# 唐皇贵妃
唐皇貴妃（1438年—1457年），本名正史無記載，江西建昌府南豐縣人。被革錦衣衞指揮僉事唐興之女，明朝景泰帝朱祁鈺之皇貴妃，後被復辟的明英宗革除封號。

## 生平
唐皇貴妃何時開始侍奉景泰帝朱祁鈺尚待考證，明末清初人毛奇齡所撰筆記《勝朝彤史拾遺記》稱唐氏在景泰七年（1456年）進宮，依據不詳。
景泰元年十二月二十九日（1451年1月31日），景泰帝下令給杭昱、唐興世襲誥命，並表示杭昱等人「俱外戚也」。由此可知，杭昱之女杭皇后與唐興之女唐氏已在景泰帝身邊侍奉。景泰五年十一月二十五日（1454年12月14日），陞錦衣衛指揮同知杭昱為指揮使，百戶唐興為指揮僉事，俱仍帶俸、不任事。景泰七年七月二十七日（1456年8月27日），陞錦衣衛指揮唐興為本衛帶俸指揮使；八月十三日，景泰帝命武清侯石亨為正使，禮部尚書胡濙為副使，持節冊封「妃唐氏」為皇貴妃，成為明朝第一位被冊封的皇貴妃；同年十一月十一日，陞唐興為正一品帶俸左軍右都督，其子唐克環為錦衣衛帶俸指揮使。有研究學者認為景泰七年二月杭皇后去世之後，六宮無人統率，唐氏在同年八月被冊封為皇貴妃，極有可能攝六宮之事。唐皇貴妃寵冠後宮，宦官劉茂曾奉旨用馬車載唐妃遊覽西海子，怎料馬匹突然受驚，導致唐妃摔落，景泰帝便命令劉茂挑選二十匹良馬進行訓練，以備後用。
景泰八年正月十七日（1457年2月11日），趁景泰帝病重不能臨朝之機，手握重兵的武清侯石亨、副都御史徐有貞等人聯合太監曹吉祥，率死士攻入南宮，擁立明英宗朱祁鎮復位。當天凌晨，英宗自東華門進入奉天殿復位，同日黎明時打開宮門諭令百官，正月二十一日改元天順，史稱「奪門之變」。明英宗復位之後，沒有立即廢黜景泰帝，導致兩位皇帝同時在位。直到二月初一日，才復廢景泰帝為郕王，郕王在二月十九日去世，其後被賜謚為郕戾王。明英宗命毁所营寿陵，以亲王礼葬金山（即今玉泉山景泰陵），與夭殤諸王、公主墳同瘞一處。據考證，天順元年正月二十四日，唐氏之父都督唐興被關入錦衣衛監獄，家產均被沒收；二月初六日，唐皇貴妃的封號被革除；三月初八日，唐興被赦免死罪，發配到河南充軍。景泰帝去世之後，群臣商議殉葬事宜，提到唐氏時，她甚麼都沒有說，便為景泰帝殉葬，葬於金山。後來，明英宗廢除了明朝皇帝去世以妃嬪殉葬的制度，因此唐氏也是明朝妃嬪中最後一名可考的遭殉葬者。